# 西海市立大島東小学校
西海市立大島東小学校（さいかいしりつ おおしまひがししょうがっこう）は、長崎県西海市大島町にあった公立小学校。
2022年（令和4年）3月末に閉校し、西海市立崎戸小学校・西海市立大島西小学校の2校と統合の上、「西海市立大崎小学校」が新設された。なお、大島東小学校の校地および校舎が大崎小学校に継承された。

## 概要
歴史
1939年（昭和14年）に黒瀬尋常高等小学校から分離独立した「徳万尋常小学校」（徳万の読みは「とくまん」）を前身とする。1994年（平成6年）に旧・大島東小学校と旧・大島第三小学校が統合され、現在の「大島東小学校」が発足した。現在創立年は統合の1994年（平成6年）を基準に数えられており、2014年（平成26年）に創立20周年を迎えた。2022年（令和4年）3月末をもって閉校し、27年の歴史に幕を下ろした。
学校教育目標
「学びの中で夢を抱き、夢の実現に向け、たくましく生きる児童の育成」
校章
中央に「東」の文字を置いている。
校歌
作詞は古川誠司、補作は山田喜孝、作曲は中原達郎による。歌詞は3番まであり、各番に校名の「大島東小学校」が登場する。
校区
西海市大島町のうち「黒瀬地区、馬込地区、真砂地区、間瀬本町地区、間瀬東町地区、寺島地区、百合丘地区、徳万地区、蛤地区、中央地区」。中学校区は西海市立大崎中学校。

## 沿革
旧・大島東小学校（初代）
- 1886年（明治19年）9月 - 「簡易黒瀬小学校 蛤分教場」が設置される。
- 1890年（明治23年）4月 - 「尋常黒瀬小学校 蛤分教場」に改称。
- 1892年（明治25年）5月 - 「黒瀬尋常小学校 蛤分教場」に改称。
- 1904年（明治37年）- 蛤分教場が間瀬海岸近くに移転し、「黒瀬尋常小学校 間瀬分教場」に改称。
- 1913年（大正2年）-　間瀬分教場が徳万（徳万谷の滝近く）に移転し、「黒瀬尋常小学校 徳万分教場」に改称。
- 1915年（大正4年）- 「黒瀬尋常高等小学校 徳万分教場」に改称。
- 1936年（昭和11年）4月1日 - 徳万分教場が徳万町住に移転。
- 1937年（昭和12年）12月 - 5教室を増築。
- 1939年（昭和14年）4月1日 - 黒瀬尋常高等小学校から分離し、「徳万尋常小学校」として独立（創立年）。児童数528名（9学級）
- 1940年（昭和15年）7月5日 - 旧校舎を移築。
- 1941年（昭和16年）4月1日 - 国民学校令の施行により、「黒瀬村徳万国民学校」（初等科6年のみ）に改称。
- 1944年（昭和19年）[2]4月1日 - 高等科（2年制）を併置。
- 1947年（昭和22年）4月1日 - 学制改革（六・三制の実施）が行われる。
  - 旧・国民学校の初等科が改組され、「黒瀬村立徳万小学校」（6年制）が発足。
  - 旧・国民学校の高等科と青年学校が改組され、「黒瀬村立徳万中学校」（新制中学校,3年制）が発足し、当面の間小学校と大島鉱業所修道館青年学校に併設される。
- 1949年（昭和24年）
  - 2月13日 - 新校舎1棟が完成。
  - 4月1日 - 黒瀬村が町制施行を行ったため、「黒瀬町立徳万小学校」「黒瀬町立徳万中学校」に改称。
  - 7月1日 - 村名の改称により、「大島町立徳万小学校」「大島町立徳万中学校」に改称。
- 1950年（昭和25年）3月31日 - 2教室を増築。それでも教室は不足し、3学年の一部で二部授業を実施。
- 1951年（昭和26年）9月1日 - 「大島町立大島東小学校」（中学校は「大島町立大島東中学校」）[3]に改称。
- 1954年（昭和29年）9月1日 - 4教室を増築。
- 1955年（昭和30年）
  - 1月 - 南分校を設置。
  - 3月 - 完全給食を開始。
  - 4月 - 児童数が最大の1,942名を記録する（大島炭鉱最盛期）。
  - 12月20日 - 南分校に8教室が完成。
- 1956年（昭和31年）
  - 1月9日 - 増築した南分校へ本校から1年4学級と2年3学級が移転。
  - 4月1日 - 南分校が分離し、「大島町立大島第三小学校」として独立。
- 1958年（昭和33年）10月4日 - 校旗を校歌を制定。
- 1960年（昭和35年）3月18日 - 完全給食を開始。
- 1962年（昭和37年）10月31日 - 土俵が完成。
- 1968年（昭和43年）
  - 3月15日 - 鉄筋コンクリート造の校舎が完成。
  - 9月14日 - 運動場を拡張。
- 1970年（昭和45年）
  - 3月7日 - 体育館が完成。
  - 5月15日 - 旧校舎を解体。
  - 9月1日 - 大島炭鉱が閉山し、児童数が激減する。4月時点で714名、9月には289名、翌4月には172名に減少[4]。
- 1981年（昭和56年）2月26日 - 給食室を焼失。
- 1977年（昭和52年）4月1日 - 中学校統合[5]により、中学校区が大島町立大島中学校に変更となる。
- 1985年（昭和60年）1月 - 給食を自校調理方式からセンター方式に変更。
- 1989年（平成元年）2月18日 - 創立50周年記念式典を挙行。
- 1994年（平成6年）3月31日 - 閉校。旧・大島東小学校校舎は閉鎖される。
  - 最終所在地 - 西彼杵郡大島町2170番地（北緯33度2分10.2秒 東経129度36分40.9秒 / 北緯33.036167度 東経129.611361度）
  - 跡地の活用 - 住宅地が立ち並んでいる。

旧・大島第三小学校
- 1956年（昭和31年）
  - 4月1日 - 大島町立大島東小学校から南分校が分離し、「大島町立大島第三小学校」として独立。
    - 児童数 660名（12学級）。校舎不足のため、4学級（2年1学級と3年3学級）を大島町教育会館と大島東小学校に分散して収容。2年2学級で二部授業を実施。

  - 5月12日 - 開校式を挙行。大島鉱業所よりピアノが寄贈される。
  - 8月1日 - 校章を制定。
  - 8月31日 - 6教室を増築。
  - 11月10日 - 給食室が完成。
- 1957年（昭和32年）
  - 2月18日 - A型給食を開始。
  - 6月18日 - 第二校舎が完成。
  - 9月20日 - 校歌を制定（作詞は浜口雅、作曲は迫新一郎による）。
- 1959年（昭和34年）
  - 4月 - 児童数が最大の1,380名を記録する。
  - 8月30日 - 8教室を増築。
- 1963年（昭和38年）4月6日 - 大島町立大島西小学校本郷分校の廃止に伴い、児童が転入。
- 1967年（昭和42年）4月 - 体育館が完成。
- 1970年（昭和45年）9月1日 - 大島炭鉱が閉山し、児童数が激減する。4月時点で644名、翌4月には220名に減少。
- 1979年（昭和54年）12月14日 - 校舎を改築。
- 1981年（昭和56年）3月31日 - 旧校舎の解体を完了。
- 1985年（昭和60年）1月 - 給食を自校調理方式からセンター方式に変更。
- 1994年（平成6年）3月31日 - 閉校。旧・大島第三小学校の校舎が新・大島東小学校の校舎として使用される。

旧・大島東小学校（二代目）
- 1994年（平成6年）
  - 3月31日 - 旧・大島町立大島東小学校と旧・大島町立大島第三小学校が統合され、「大島町立大島東小学校」が開校。
  - 4月1日 - 統合後12学級、児童数359名でのスタート。旧・大島東小学校の校舎を廃止し、旧・大島第三小学校の校舎を使用。
  - 4月6日 - 開校式を挙行。新校歌と新校章を制定。
- 2000年（平成12年）3月24日 - パソコンを設置。
- 2005年（平成17年）4月1日 - 西海市の発足により、「西海市立大島東小学校」（現校名）と改称。
- 2013年（平成25年）4月1日 - 中学校統合[6]により、中学校区が西海市立大崎中学校に変更となる。
- 2022年（令和4年）
  - 3月31日 - 閉校[1]。
  - 4月1日 - 大島東小学校校地に「西海市立大崎小学校」が新設された[1]。

## 交通アクセス
最寄りのバス停
- さいかい交通（長崎自動車（長崎バス））「東町」バス停

最寄りの道路
- 長崎県道243号寺島馬込港線

## 周辺
- 西海市立大島こども園（2021年4月に大島幼稚園と間瀬保育所を統合する形で開園）
- 大島町武道館
- 大島文化ホール
- 大島プール

## 参考資料
- 「大島町郷土誌」（1995年（平成7年）4月30日発行, 大島町教育委員会）
- 「西彼杵郡現勢一班」（1926年（昭和元年）12月31日発行, 出版:郡役所廃止記念会）- 国立国会図書館近代デジタルライブラリー p.344（コマ番号183）